# بخش ماسکینگوم (شهرستان ماسکینگوم، اوهایو)
بخش ماسکینگوم (به انگلیسی: Muskingum Township) یک منطقهٔ مسکونی در ایالات متحده آمریکا است که در شهرستان ماسکینگام، اوهایو واقع شده‌است.
 بخش ماسکینگوم ۷۹٫۴ کیلومتر مربع مساحت و ۳٬۸۱۳ نفر جمعیت دارد و ۲۹۲ متر بالاتر از سطح دریا واقع شده‌است.